# نبرد ربات‌ها
نبرد ربات‌ها (ایتالیایی: La guerra dei robot) یک فیلم علمی-تخیلی به کارگردانی آلفونسو برشا است که در سال ۱۹۷۸ منتشر شد.

## بازیگران
- آنتونیو ساباتو سینیور
- یانتی سومر
- مالیسا لونگو
- جاکومو روسی استوارت
- آلدو کانتی
- لیچینیا لنتینی
- ونانتینو ونانتینی
- ژاک ارلن
- اینس پلگرینی
- پاتریتسیا گوری